# Sam Lerner
Ne doit pas être confondu avec le compositeur Samuel Lerner (1903-1989)
 (août 2016).
Si vous disposez d'ouvrages ou d'articles de référence ou si vous connaissez des sites web de qualité traitant du thème abordé ici, merci de compléter l'article en donnant les références utiles à sa vérifiabilité et en les liant à la section « Notes et références ».
Sam Lerner est un acteur américain né le 27 septembre 1992.

## Biographie
Sam Lerner est le fils de l'acteur Ken Lerner et de la journaliste Patricia Klein, mais aussi le neveu de l'acteur Michael Lerner.

## Filmographie

### Acteur

#### Cinéma
- 2004 : Envy de Barry Levinson : Michael Dingman
- 2006 : Monster House de Gil Kenan : Charles « Chowder » Wilson (voix)
- 2012 : Nobody Walks de Ry Russo-Young : Avi
- 2015 : Project Almanac : Quinn Goldberg
- 2015 : Innocence volée de Nancy Leopardi : Walter
- 2018 : Action ou Vérité (Truth or Dare) de Jeff Wadlow : Ronnie
- 2026 : How to Rob a Bank de David Leitch

#### Télévision
- 2003 : Mon Oncle Charlie : Enfant de la chorale
- 2008-2010 : Les Saturdays : Zak Saturday
- 2013 : Suburgatory : Evan un ringard amoureux de Dalia
- 2013 - : Les Goldberg : Geoff Schwartz

### Producteur
- 2025 : Drop Game (Drop) de Christopher Landon